# Стовбова (станція)
Стовбова́ (рос. Столбовая) — вузлова залізнична станція на перетині Курського напрямку та Великого кільця Московської залізниці.
Розташована в смт Стовбова Московської області. Входить до складу Московсько-Курського центру організації роботи залізничних станцій ДЦС-1 Московської дирекції управління рухом. За основним характером роботи є проміжною, за обсягом роботи віднесена до 3-го класу.

## Історія
Виникнення населеного пункту Стовбова пов'язують з будівництвом Московсько-Курської залізниці і станції Стовбова в 1865 році.
Станцію електрифіковано постійним струмом (= 3 кВт) 1953 року в складі дільниці Львівська — Серпухов.

## Колійний розвиток
Станція розташована на радіальному напрямку в стороні від основного ходу Великого кільця. Двоколійний перегін Сандарово — Дєтково головного ходу, що оминає Стовбову південніше, електропоїздами не використовується. Електропоїздами використовуються службово-сполучна гілка від Дєтково і Сандарово до Стовбової, при транзитному русі зміна напрямку не потрібна.
Станція має 6 транзитних колій: головні колії № 1 і 2; три приймальні колії № 3, 5, 6 із західного боку; колія № 4 зі східного боку. Також існує декілька під'їзних колій.
На межі станції розташовані дві розв'язки (північна і південна) з Великим кільцем Московської залізниці. Основний двоколійний хід кільця проходить південніше по шляхопроводу, минаючи станцію Стовбова (перегін Сандарово — Дєтково), до основного ходу у південній розв'язки є три сполучні колії: дві колії від Дєтково на Чехов і зворотно, одна є продовженням колії № 4 у напрямку Дєтково (використовується електропоїздами Великого кільця).
Північна розв'язка включає три колії: дві колії від Сандарово у напрямку Москви-Курської і зворотно, одна є продовженням колії № 4 в бік Сандарово і північного шляхопроводу (використовується електропоїздами Великого кільця). Раніше була також ще одна сполучна колія в бік Сандарово (із західного боку), але була розібрана, при цьому залишився насип.
На станції є 3 пасажирські платформи:
- висока острівна платформа між головними коліями — для всіх транзитних потягів Курського напрямку;
- висока бічна платформа на схід від колії № 4 (в окремих випадках потяги прибувають і відправляються з цієї платформи);
- низька бічна платформа на схід від колії № 4, на північ від високої призначена для електропоїздів Великого кільця).

Високі платформи сполучені надземним пішохідним переходом з північного боку, він же перехід через колії станції, і настилом через колії з південного боку. Приміська каса розташована в будівлі вокзалу на схід від високої бічної платформи. Турнікетів на станції немає.

## Пасажирське сполучення
Пасажирське сполучення здійснюється електропоїздами. Є пряме сполучення через Московський залізничний вузол (Олексіївську сполучну лінію) на Смоленський (Білоруський) і Ризький напрямки. Головним ходом прямують електропоїзди депо Перерва (Курського напрямку), Нахабіно (Ризького напрямку), Новомосковськ І (Курського напрямку, з боку Тули).

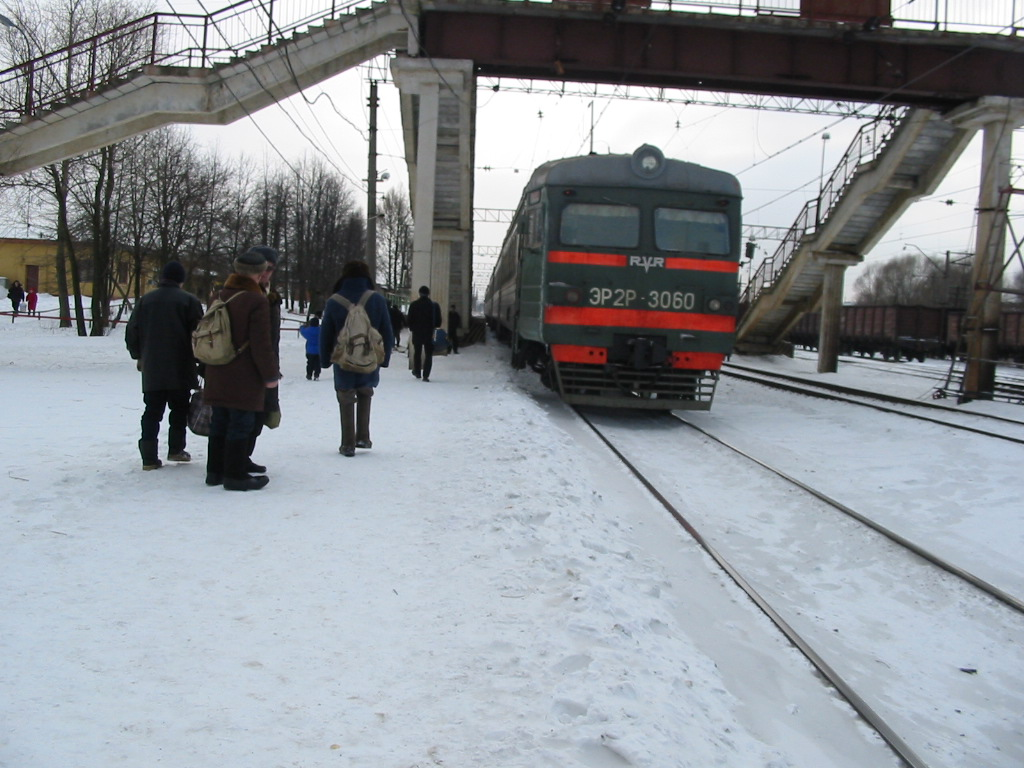
Електропоїзд ЕР2Р-3060 на станції Стовбова

Електропоїзди Великого кільця не використовують головний хід південніше, а завжди заїжджають на станцію сполучною колією.
Дільницю Великого кільця через станцію Стовбова обслуговують:
- електропоїзди депо Апрелівка Київського напрямку (із заходу, доходять до станції Дєтково на один перегін на схід, головною кінцевою станцією вузла, станція Стовбова також є кінцевою для одного вечірнього рейсу);
- електропоїзди депо Домодєдово Павелецького напрямку (основна частина тільки до Дєтково — до станції Стовбова не доходить, але є кілька електропоїздів до Стовбової та Сандарово (перегоном на захід).

Безпересадкове сполучення здійснюється:
- на північ через Курський вокзал до / зі станцій Новоієрусалімська, Голіцино (через Московський залізничний вузол);
- на південь до / зі станції Тула I-Курська.

Через Велике кільце Московської залізниці:
- на схід — до / зі станції Яганово;
- на захід:
  - у напрямку Стовбової зі станцій Кубинка II, Апрелівка;
  - у напрямку з Стовбової до станцій Поварово II, Апрелівка.

Час руху з Курського вокзалу Москви до станції Стовбова в середньому складає 1 годину 20 хвилин.

## Наземний транспорт
Станція є провінційним пересадковим вузлом. Навпроти зупинки першого вагону з Москви розташовані зупинки місцевих автобусів № 31, 32, 33, 37, 45, які прямують у східному напрямку до селищ: Сидориха, Мещерська, Любучани, Добриніха, Троїцьке.
Біля вокзалу зупиняється автобус маршруту № 61 сполученням «Чехов — Подольськ».